# Credaro
Credaro ist eine italienische Gemeinde (comune) mit 3530 Einwohnern (Stand 31. Dezember 2023) in der Provinz Bergamo, Region Lombardei.

## Geographie
Credaro liegt 20 km östlich der Provinzhauptstadt Bergamo und 60 km nordöstlich der Metropole Mailand.
Die Nachbargemeinden sind Capriolo, Castelli Calepio, Gandosso, Paratico, Trescore Balneario, Villongo und Zandobbio.

## Sehenswürdigkeiten
- Das Castello di Trebecco aus dem 10. Jahrhundert.
- Die Kirche San Fermo aus dem 12. Jahrhundert, die im romanischen Stile gehalten ist und an das Mittelalter erinnert.
- Die Pfarrkirche San Giorgio, in der mehrere wertvolle Fresken enthalten sind.
- Das Castello di Montecchio, das von der Familie Calepio erbaut wurde. An diesem liegt ein riesiger Garten.